# キャッスル 〜ミステリー作家は事件がお好き
『キャッスル 〜ミステリー作家は事件がお好き (ミステリー作家のNY事件簿)』（キャッスル ミステリーさっかはじけんがおすき(ミステリーさっかのニューヨークじけんぼ)、原題：Castle）はアメリカのABCで2009年から放送されているテレビドラマ（海外ドラマ）シリーズ。
番組立ち上げ直後から人気を集め、ABCの看板番組となった。アメリカでは2015年9月21日からシーズン8の放送を開始したが、放送途中の2016年5月12日、シーズン9以降がキャンセルされると発表されたため、シーズン8が実質的なファイナルシーズンとなった。
日本ではFOXチャンネルが2010年3月15日にシーズン1、2011年4月4日にシーズン2、2012年4月13日にシーズン3、2013年4月19日にシーズン4を、2014年4月にシーズン5を、2015年4月にシーズン6を、2016年4月～9月にシーズン7が放送され、2016年10月14日からシーズン8が放送される。
他局ではNHK BSプレミアムが2012年10月3日から2012年12月6日まで『キャッスル/ミステリー作家のNY事件簿』シーズン1を放送した他、テレビ東京でも2015年6月1日から7月16日まで「ランチチャンネル」枠において『キャッスル/ミステリー作家のNY事件簿』としてシーズン1・シーズン2を放送し、2016年4月15日からシーズン3・シーズン4が、2017年10月11日よりシーズン5が放送された。Dlifeでも2014年12月19日から放送されている(2018年3月にシーズン7の放送がスタートした)
劇中に登場するキャッスルの著作「デリック・ストーム」シリーズと「ニッキー・ヒート」シリーズは本国では実際にリチャード・キャッスル名義で出版されており、「ニッキー・ヒート」シリーズに関しては日本でも翻訳されて出版されている。
日本で初めて放送したFOXジャパンによる邦題を「ミステリー作家は事件がお好き」としたが、NHKのBSで放送する際に「ミステリー作家のNY事件簿」とされ、DVDも後者を採用した。

## あらすじ
推理小説作家のリック・キャッスルは、小説を出版すれば必ず売れるほどの人気作家であるが、自分の成功に飽き飽きしていた。そんなある日、彼の小説を模倣した殺人事件が起こる。事件そのものと、彼に事情聴取を行ったニューヨーク市警の女性刑事ケイト・ベケットに興味を持ったキャッスルは、捜査への協力を申し出る。
事件解決後もリックは、ベストセラー作家としての様々なコネを使い、“相談役”として無理矢理ベケット達の捜査に加わっていく。

## 登場人物

### 主な登場人物
リチャード（リック）・エドガー・キャッスル (Richard "Rick" Edgar Castle)
演 - ネイサン・フィリオン、日本語吹替 - 加藤亮夫
26冊のベストセラーを持つ大人気のミステリー作家。出生名はリチャード・アレクサンダー・ロジャーズ。作家デビュー時に現在の名前に改名しており、ミドルネームのエドガーはエドガー・アラン・ポーから。
自分の生活に飽きを感じていた折に、自身の作品を模倣した事件の捜査で話を聞きに来たベケットと出会う。事件解決後もベストセラー作家としての様々なコネを使い、“相談役”として無理矢理ベケット達の捜査に加わる。突入などの危険な仕事には基本的に待機させられるが、「POLICE（警察）」の代わりに「WRITER（作家）」と書かれたボディアーマーを作り、着用して同行することもある。常におちゃらけているようだが、洞察力や推理力は高く、ベケットの警官になった背景を推測のみで言い当てた。ただし、被疑者の嘘を裏付けも取ることなく信じてしまうなど詰めの甘い部分がある。執筆のため得た知識が捜査に役立つこともあり、さらに取材を通じて様々な専門家や犯罪者、スパイとも繋がりを持つ。ファン層が広く、それらが市長や検事にまで及ぶためにそのコネを使って捜査の手助けをすることも。しばしばジェイソン・ベイトマンと間違えられその度にムッとしていたが、ベケットは爆笑していた（S4E13）。
CIAの最新装備や博物館の恐竜、更には未知の物などに惹かれ、ハロウィンやクリスマスなどのイベントやお祭りごとが大好きであるなど、まさに少年がそのまま大人になったような性格。上記にあるように嘘に翻弄されやすく小心な面もあり、奔放な彼への意趣返しにベケットを含めた周囲の仲間からからかわれることも多々ある。ハッピーエンド主義のロマンティストで、被害者の悲しみに触れた時は救いがあることを望む姿が良く見られる。リゾート地であるハンプトンズに別荘を、また高級車を複数台所有しているなど(うち1台はシーズン6最終話で全焼)、リッチでハンサムなため女性人気は非常に高いが、結婚には2度失敗している。最初の妻・メレディスとの間に娘のアレクシスをもうけたが離婚。再婚にも失敗し、現在は母マーサ、娘アレクシスとの三人暮らし。アレクシスを溺愛しており、「友パパ」を自称する。
最初の妻（アレクシスの実母）とは娘との関係で現在も接点があり、会うと大抵関係を持っている（本人曰く「ケーキの食べ放題」）（S1E6）。2度目の妻は編集者で現在もキャッスルを担当しており、一時よりを戻していたこともある。その他プレイボーイぶりを発揮していたが、ベケットに対する感情を自覚したころから、女性関係は一切絶つようになった。素知らぬ顔をしているが、ベケットの男性関係は相当に気にしている様子。
本業の作家としては、長らく続いた人気作「デリック・ストーム」シリーズを主人公の死という強引な方法で終わらせた後、ベケットに出会ったことで彼女をモデルにした「ニッキー・ヒート」シリーズを執筆し始める。これもヒットし、後に映画化されるほどの人気作となった。リアリティを追い求め取材にはかなり熱心だが、それが原因で1年に1冊という出版ペースを揶揄される場面もある。作家の大先輩（マイクル・コナリーやデニス・ルヘイン、スティーブン・J・キャネルなど本物のミステリー作家）とポーカーをするのが趣味であり、推理能力に長けた彼らに事件の相談をすることもある。
作家を志したきっかけは幼少期に訪れた図書館で「ある人物」に薦められて読んだ「カジノ・ロワイヤル」。後にその人物がキャッスルの父親であり、国家諜報員であったために正体を明かすことが出来なかったということが再会した父ジャクソン・ハント（偽名）本人から語られる。また、CIAへの取材活動などの許可にも影から手を回しており、ずっと見守られていたことも発覚した。シーズン7では通信講座による探偵免許を取得、シーズン8では自らの名を冠した探偵事務所をオープンした。
ケイト・ベケット (Kate Beckett)
演 - スタナ・カティック、日本語吹替 - 湯屋敦子
美人で聡明なニューヨーク市警12分署殺人課の刑事。ケイトは愛称で、本名はキャサリン・ホートン・ベケット。生真面目な性格からキャッスルを煙たがっているものの彼の作品の大ファンであり、ファンサイトに会員登録していたり、サイン会の長い列に加わったこともある（S4E1）。年齢は一番下だが、チームのリーダーを務め、殺人事件が発生すると現場の指揮を執る。有能でFBIなど別組織の捜査員からも一目置かれている。真面目な性格の持ち主だが堅物というわけではなく、仲間との賭けに乗ったり、ネタがあればキャッスルをからかって日頃の仕返しをすることもある。
過去に母親が殺され未解決事件となってしまい、その犯人を捜すために警察に入ったという経歴を持つ。だが何年も捜査が全く進展しなかったため断念。ようやく心の整理がついた彼女にとっては、触れて欲しくない過去になっていた。シーズン2で同じ手口の事件が起きたことをきっかけに実行犯に辿り着き、再び事件を追うことを決意するが、そのことで事件の黒幕に命を狙われることになってしまう。この事件のことになると、普段の冷静さを欠いて常に暴走し、キャッスルに窘（たしな）められるのが定番となっている（S4E1、E23ほか多数）。
恋多き女性で恋愛経験は豊富。下ネタが得意で、キャッスルを唖然とさせたことは数知れず（S1E7ほか多数）、自身の男性経験をネタにキャッスルをからかったこともある（S4E11）。キャッスルとコンビを組んで以降も複数の男性と交際しキャッスルをやきもきさせるが、キャッスルの気持ちを知って以降は男性との交際は控えるようになる。キャッスルと半同棲状態になってからは、積極的にキャッスルの前で、裸になる、ベッドに誘う等、好色度が増している。学生時代にも恋人がいたが、このことが後に大騒動となる。
初登場時はダーク系のショートヘアだったが、シーズンごとに極端に髪型が変わっていった。劇中、そのことをキャッスルに突っ込まれたこともある（本人も笑っていた）（S5E22）。また、タトゥーを入れていたり（S3E10）、おへそにピアスをしていると自称し（S3E12）、その度にキャッスルを驚愕させるが、真相は不明。キャッスルのファンである以外に、少なからずサブカル方面を含めて多趣味な面があるが、母親を失った反動でのめり込んだエピソードも少なくない。
当初は警察内におけるキャッスルの存在を快く思っていなかったが、次第に彼のことを認め始め、幾多のすれ違いを経てシーズン5にようやく恋愛関係へと発展した。その後も数多くのトラブルを経てシーズン7で結婚に至る。
キャッスル役のフィリオンと異なり、オーディションで選ばれた。5次審査までかかった熾烈な選考の結果、ほぼ無名のカティックが選ばれ、当番組の成功により瞬く間にアメリカテレビ界のトップスターへと昇り詰めることとなった。
マーサ・ロジャーズ (Martha Rodgers)
演 - スーザン・サリヴァン、日本語吹替 - 鳳芳野
キャッスルの母親。ブロードウェイで活躍したこともある女優。お調子者のキャッスルを振り回す程の奔放な性格で気が若く、常に刺激的な恋愛を求めている。作中に登場はしていないが、シーズン2中盤にて過去の恋人チェットと再会し恋人となる。シーズン3では彼との恋愛に冷めた頃にプロポーズをされ悩み、別れを切り出す前にチェットは脳卒中で急死。自分の決断に関わらずチェットの遺族らから手厚く受け入れられ戸惑う。苦悩の末に遺産を受け取り、それを元に彼が愛した自身の才能を活かすための演劇学校を設立、講師として活動し始めた。
キャッスルの父親とは一晩だけの関係で、彼女が目を覚ました時にはベッドから姿を消していた。その際に妊娠していた彼女は、彼の素性すら知らないままにキャッスルを出産した。シーズン5で誘拐されたアレクシスと共に無事戻ったキャッスルから、父親が原因でアレクシスが誘拐されたこと、彼の職業が諜報員であるがゆえ、マーサやキャッスルらに危険がおよばないようにするため連絡もとらなかったこと、また現在も影から見守っていることが話されたようである。
なお、演じるスーザンは本物のブロードウェイ女優である。
アレクシス・キャッスル (Alexis Castle)
演 - モリー・C・クイン、日本語吹替 - 羽飼まり
リチャードの最初の妻メレディスとの間に生まれた一人娘。シーズン1開始時の年齢は15歳。真面目で頭も性格も良く、「うちでは娘が父親の面倒を見ている」とキャッスルが認める完璧な娘。男親に育てられたためか、父キャッスルと玩具の剣や銃で戦闘ごっこなどの男子的な遊びを行うなどの活発な面もある。キャッスルが捜査や推理に行き詰まった時、彼女との会話とのやり取りからひらめきを得ることも多い。しっかりものの反面、年相応に恋人や友人関係、進路等に悩むこともあり、父リチャードや祖母マーサ、ベケットに相談することもある。また逆に、女心の解っていない父親をマーサと共に諭すことも。
シーズン4では大学入試に落ち、初めての大きな挫折を経験する。その後付き合っていた相手とも遠距離恋愛で上手くいかずに破局。しかし、周囲に支えられて前向きに受け止めるようになり、インターンとしてラニの所属する検死局で勤務した。シーズン4最終話で高校を卒業した後、コロンビア大学へ進学して寮暮らしになる。シーズン5で友人の誘拐事件に巻き込まれ誘拐されたが、真のターゲットはアレクシスの祖父であり、凄腕の諜報員である彼をおびき寄せるための囮（おとり）であった。その後、キャッスルと祖父の手により無事救出される。シーズン8では父リチャードの探偵事務所で勤務し始めた。
ハヴィエル・エスポジート (Javier Esposito)
演 - ジョン・ウエルタス、日本語吹替 - 堂坂晃三
ベケットのチームの一員。ライアンの相棒であり良き友人。ニューヨーク市警に勤務する前には軍隊（の特殊部隊）に所属しており、イラクにも派遣されていたためか銃器に詳しい。スペイン語が堪能。キャッスルとは気が合うようで、度々一緒になってベケットをからかっている。ベケットの部下だが兄貴分的なところがあり、ベケットのプライベートの深刻な問題について助言あるいは叱責することがしばしばある。
シーズン3の途中からシーズン4の途中までラニと交際していた。同僚には内緒にしていたが、実際はライアンにすらバレていた。最終的に破局はしたものの、ラニとの関係は良好な模様。
シーズン8で巡査部長への昇進試験に合格する。
ちなみに、演じるジョン・ウエルタスは1987~1995年の8年間アメリカ空軍に在籍していたこともあり、役柄設定に反映されている。
ケヴィン・ライアン (Kevin Ryan)
演 - シーマス・ディーヴァー、日本語吹替 - 菊本平
ベケットのチームの一員。アイルランド系。相棒のエスポジートとは良い友人関係。普段はキャッスルやエスポジートと一緒にふざけている場面が多いが、潜入捜査員として活躍していた過去を誰にも話していないなど、口が堅く律儀な面も持ち合わせている。情報収集能力に長けており、それが捜査の進展に影響することが少なくない。シーズン3で恋人のジェニーにプロポーズし、シーズン4で結婚した。シーズン6では第一子が、シーズン8では第二子が誕生し、父親という新たな一面を見せている。
ラニ・パリッシュ (Dr. Lanie Parish)
演 - タマラ・ジョーンズ、日本語吹替 - 平野夏那子
検視官。冗談がうまくお洒落。ベケットにとっては、自身の過去やキャッスルとの関係についてなどを気兼ねなく話せる数少ない友人でもある。エスポジートと付き合っていた時期があったが、破局したことがシーズン4で判明した。しかしその後も良い友人ではある様子。
劇中では、指紋の照合、摘出した弾丸の分析、証拠品の毒物検査を行うなど鑑識と混同した描写が多数みられる。
ロイ・モンゴメリー (Roy Montgomery)
演 - ルーベン・サンチャゴ＝ハドソン、日本語吹替 - 小原雅人
警部。ベケット達に理解があり、頼れる上司。
実はベケットの母親が殺された事件の原因を作った「三人の警官」のうちの一人。事件について悔悟の念を持っており、ベケットを監視という名目で手元に置いて黒幕の魔手から守っていた。シーズン3最終話にて家族を人質に取られてベケット暗殺に協力するよう強要されるがそれを拒み、ベケットをキャッスルに託して暗殺者集団と一人戦って全滅させ、自身も相打ちとなり死亡した。この詳細はベケットらによって隠匿され、殺人犯らと刺し違えた英雄として手厚く葬られた。
ヴィクトリア・ゲイツ (Victoria Gates)
演 - ペニー・ジョンソン・ジェラルド、日本語吹替 - 藤生聖子
警部（シーズン4 - シーズン7）。シーズン3で殉職したモンゴメリーの後任としてベケット達の上司になった。「鉄のゲイツ」のあだ名通り、規則重視であくまで合理的な方法によって捜査の指揮を執るため、当初はベケット達からは反感を抱かれていた。キャッスルを民間人だからという理由でベケットのチームから排除しようとするが、ベケット達と共に事件を解決へ導いていく姿を見て彼に対する考えを改めている。その後は彼らの能力を認め、威圧的な態度から一変してチームを叱咤激励したり、捜査についてベケット達の意見を聞くなど柔軟な態度を見せている。仕事から外れればそれほど堅い人物ではなく、キャッスルからコレクションしていた人形の未入手の品を受け取った時は、感謝の余りキャッスルの小説を全巻揃えたり、誤って受け取ったベケット宛のラブレターでは自分へのごますりと勘違いした上で大人の対応をしている。シーズン8では警視正に昇格した。

### その他の登場人物
ウィリアム・H・ブラッケン (William Bracken)
演 - ジャック・コールマン、日本語吹替 - 牛山茂
大物上院議員。ベケットの母親の死に深く関わっている。シーズン７にて証拠が見つかったことで逮捕されるが、シーズン８第２話で何者かに殺害される。
ジーナ・コーウェル (Gina Cowell)
演 - モネ・メイザー
キャッスルの2番目の妻であり、担当出版・編集者。
アシュリー・リンデン (Ashley Linden)
演 - ケン・バウマン
アレクシスのボーイフレンド。優しく爽やかな好青年。セオドアというネズミをペットにしている。アレクシスが入試に不合格になった際は、しばらく遠距離恋愛を続けていたが、相手より自分の事を優先する性格もあって破局した。
ジェニー・オマリー (Jenny O'Malley)
演 - ジュリアナ・ディーヴァー
ライアンの恋人であり、後に妻となる。演じるジュリアナ・ディーヴァーは、ライアン役のシーマス・ディーヴァーの実の妻。
シドニー・パールマター (Sidney Perlmutter)
演 - アリー・グロス、日本語吹替 - 小島敏彦
検視官。人の名前を覚えるのが苦手。キャッスルとの相性はあまり芳しくない。
3XK（スリーエックスケイ） / ジェリー・タイソン (Jerry Tyson)
演 - マイケル・モーズリー、日本語吹替 - 浜田賢二
シーズン3 - シーズン7に登場した、ブロンドの女性をターゲットにしてニューヨークを震撼させた殺人鬼。これまでに3件の未解決事件に関わったことから、トリプルキラーや3XKと呼ばれている。
トム・デミング (Tom Demming)
演 - マイケル・トルッコ、日本語吹替 - 綱島郷太郎
窃盗課の刑事。エスポジートの友人で、同じ54分署に勤務していたが、12分署に異動になったばかり。シーズン2第21話より登場。ベケットと交際するがシーズン2最終話で破局。
ジョシュ・デビッドソン (Josh Davidson)
演 - ビクター・ウェブスター
心臓外科医。登場はシーズン3。シーズン4第1話において主要登場人物のひとりの心臓手術を担当する。シーズン3からシーズン4におけるベケットのボーイフレンドだが、国境なき医師団に参加することになったため破局。
マイク・ロイス (Mike Royce)
演 - ジェイソン・ベギー、日本語吹替 - 石塚運昇
賞金稼ぎ。元警官でベケットの警察学校時代の教官。ベケットは師弟関係を超えて愛情を抱いていた。シーズン3に登場。
ジョーダン・ショー (Jordan Shaw)
演 - ダナ・デラニー、日本語吹替 - 松岡洋子
FBI特別捜査官。シーズン2に登場。12分署と合同で捜査を行う。演じるダナ・デラニーとフィリオンとは同じABCの大ヒットドラマ『デスパレートな妻たち』で夫婦役を演じており、デラニーの出演は大いに評判となった。彼女の出演の回は番組史上最高の視聴者数を記録した。
ジャクソン・ハント (Jackson Hunt)
演 - ジェームズ・ブローリン、日本語吹替 - 菅生隆之
シーズン5の第16話（通算 97話）「誘拐：パート2 Hunt」に登場。
キャッスルの父親。国家諜報員であるため、任務終了後のつかの間の時間に、マーサと一夜を共にするも翌朝に緊急任務で姿を消した。孫娘アレクシスが自身を恨む元KGBに誘拐されたため、自ら救出にフランスに乗り込んだ息子の窮地を救い、2人で協力してアレクシスを救助してアメリカ大使館に駆け込むよう指示し、誰にも追及されない表向きのストーリーを用意して2人を守った。
シーズン6の第12話（通算117話）「極秘の再会」でCIA盗聴事件を解決すべく登場し、極秘データをイランに渡そうとした犯人を射殺し、遺体と共に姿を消した。
トリィ・エリス (Tory Ellis)
演 - マヤ・ストージャン
シーズン5第20話より登場。
ニューヨーク市警の科学捜査官で、防犯ビデオや押収されたビデオ映像の解析に詳しく、ハードディスクやフラッシュメモリの内容分析や音声分析を担当。外部システムのハッキングを行うこともある。
イーサン・スローター (Ethan Slaughter)
演 - アダム・ボールドウィン、日本語吹替 - 志村知幸
初登場はシーズン4。ギャング対策課の問題刑事。豪快で強引で暴力的。相棒が3人も立て続けに殉職していることからついたあだ名が“ウィドウメーカー(The Widowmaker)”。キャッスルを“シャーロック”と呼び、何度も生命の危機に陥らせる。
意外にも大学ではミュージカルを学んでおり、趣味は料理。離婚した妻は著名なオペラ歌手。
レイチェル・マコード (Rachel McCord)
演 - リサ・エデルシュタイン、日本語吹替 - 沢海陽子
FBI捜査官。シーズン6に登場。FBIに入ったベケットの相棒。
カール・ビリャンテ (Curl Villante)
演 - ヤンシー・アリアス、日本語吹替 - 烏丸祐一
FBI主任捜査官。シーズン6に登場。FBIに入ったベケットの上司。
ケリー・ニーマン (Kelly Nieman)
演 - アニー・ワーシング
優秀な整形外科医。サイコパスで3XKの共犯者。
ジム・ベケット (GeneralMotors Beckett)
演 - スコット・ポーリン、日本語吹替 - 幹本雄之
ケイトの父。職業は弁護士。シーズン3から登場。
ヘイリー・シプトン (Hayley Shipton)
演 - トックス・オラグンドイ、日本語吹替 - 佐竹海莉
シーズン8より登場。ロンドン警視庁出身のセキュリティー調査員。
リタ (Rita)
演 - アン・キューザック
シーズン8より登場。キャッスルの義母（キャッスルの父ジャクソンの再婚相手）。謎の政府機関に所属するエージェント。
ヴィクラム・シン (Vikram Singh)
演 - サンクリッシュ・ベラ
シーズン8より登場。司法省の分析官で、後にニューヨーク市警のコンピューターアナリスト。糖尿病の持病がある。
メイソン・ウッド (Mason Wood)
演 - ジェラルド・マクレイニー
シーズン8に登場。探偵協会の代表でキャッスルを探偵としてスカウトする。
ウェス・クレイヴン (Wes Craven)、スティーブン・J・キャネル (Stephen Joseph Cannell)、マイクル・コナリー (Michael Connelly)
キャッスルの作家仲間として本人役で特別出演。

## ファイヤーフライ 宇宙大戦争
フィリオンが過去に主演したテレビドラマ『ファイヤーフライ 宇宙大戦争』は成績が悪いため1シーズン持たずに打ち切りとなったが本人は愛着があるらしく、この作品のパロディーのシーンが散見される（S2E6ほか多数）。また、S5E6の『新たなる未知へ!』はこの作品のオマージュと見られている。さらに、ジーナ・トーレスやアダム・ボールドウィン、ジュエル・ステイト、サマー・グローといった共演者の多くがゲスト出演している。余談だが、日本では映画版『セレニティー』でフィリオンの吹き替えは加藤とは別人が務めているが、一方で相棒役はベケットと同じ湯屋が務めている。

## BONES
番組立ち上げ直後から作家と捜査員のコンビで作家はすでに成功を収めた資産家かつ相棒をモデルに新作を発表しベストセラー、男性側に子供がいる、男女のコンビだが延々とすれ違いを続けなかなか恋愛関係に発展しない等の設定が先行するFOXの人気ドラマ『BONES』との関連を指摘されている。なお、フィリオンは大ヒットドラマ『バフィー 〜恋する十字架〜』のエンジェル役のオーディションでデイヴィッド・ボレアナズ（『BONES』のブース役）に敗れ、端役に回されたという因縁がある。また、日本では両番組のヒロインの吹き替えを共に湯屋が担当している。

## エピソード一覧

### シーズン一覧
| シーズン | シーズン | エピソード | 米国での放送日               | 米国での放送日               |
| シーズン | シーズン | エピソード | 初回                         | 最終回                       |
| -------- | -------- | ---------- | ---------------------------- | ---------------------------- |
|          | 1        | 10         | 2009年3月9日                 | 2009年5月11日                |
|          | 2        | 24         | 2009年9月21日                | 2010年5月17日                |
|          | 3        | 24         | 2010年9月20日                | 2011年5月16日                |
|          | 4        | 23         | 2011年9月19日                | 2012年5月7日                 |
|          | 5        | 24         | 2012年9月24日                | 2013年5月13日                |
|          | 6        | 23         | 2013年9月23日                | 2014年5月12日                |
|          | 7        | 23         | 2014年9月29日                | 2015年5月11日                |
|          | 8        | 22         | 2015年9月21日                | 2016年5月16日                |
| トータル | トータル | 173        | 2009年3月9日 – 2016年5月16日 | 2009年3月9日 – 2016年5月16日 |

### シーズン1 （2009年）
| 通算 | 話数 | タイトル                 | 原題                           | 監督                   | 米国放送日    | 視聴者数 (万人) |
| ---- | ---- | ------------------------ | ------------------------------ | ---------------------- | ------------- | --------------- |
| 1    | 1    | 新コンビ誕生             | Flowers for Your Grave         | ロブ・ボウマン         | 2009年3月9日  | 1,076           |
| 2    | 2    | 殺されたベビー・シッター | Nanny McDead                   | John Terlesky          | 2009年3月16日 | 1,097           |
| 3    | 3    | 危険な遊び               | Hedge Fund Homeboys            | ロブ・ボウマン         | 2009年3月23日 | 914             |
| 4    | 4    | 絨毯にくるまれた死体     | Hell Hath No Fury              | ロブ・ボウマン         | 2009年3月30日 | 909             |
| 5    | 5    | 凍り付いた肉体           | A Chill Goes Through Her Veins | ブライアン・スパイサー | 2009年4月6日  | 903             |
| 6    | 6    | キャッスルの弱点         | Always Buy Retail              | ジェイミー・バビット   | 2009年4月13日 | 773             |
| 7    | 7    | 血に飢えた宝石泥棒       | Home Is Where the Heart Stops  | Dean White             | 2009年4月20日 | 821             |
| 8    | 8    | 浴槽に沈む謎の死体       | Ghosts                         | ブライアン・スパイサー | 2009年4月27日 | 824             |
| 9    | 9    | 消えた幼女               | Little Girl Lost               | John Terlesky          | 2009年5月4日  | 997             |
| 10   | 10   | 始まりへの最終章         | A Death in the Family          | ブライアン・スパイサー | 2009年5月11日 | 996             |

### シーズン2 （2009年 - 2010年）
| 通算 | 話数 | タイトル                          | 原題                             | 監督                   | 米国放送日     | 視聴者数 (万人) |
| ---- | ---- | --------------------------------- | -------------------------------- | ---------------------- | -------------- | --------------- |
| 11   | 1    | 盗まれた死体                      | Deep in Death                    | ロブ・ボウマン         | 2009年9月21日  | 926             |
| 12   | 2    | 2つの殺人事件                     | The Double Down                  | ロブ・ボウマン         | 2009年9月28日  | 915             |
| 13   | 3    | 新人モデルの悲劇                  | Inventing the Girl               | ドワイト・リトル       | 2009年10月5日  | 923             |
| 14   | 4    | 殺された詐欺師                    | Fool Me Once...                  | ブライアン・スパイサー | 2009年10月12日 | 977             |
| 15   | 5    | 我が子の秘密                      | When the Bough Breaks            | John Terlesky          | 2009年10月19日 | 969             |
| 16   | 6    | 吸血鬼たちの週末                  | Vampire Weekend                  | カレン・ガヴィオラ     | 2009年10月26日 | 999             |
| 17   | 7    | ラストソングの秘密                | Famous Last Words                | ロブ・ボウマン         | 2009年11月2日  | 943             |
| 18   | 8    | 10年前の事件の謎                  | Kill the Messenger               | ジョナサン・フレイクス | 2009年11月9日  | 982             |
| 19   | 9    | ダントンは誰だ?                   | Love Me Dead                     | ブライアン・スパイサー | 2009年11月16日 | 1,053           |
| 20   | 10   | 二重生活の末に                    | One Man's Treasure               | ヘレン・シェイヴァー   | 2009年11月23日 | 1,031           |
| 21   | 11   | 5つ目の銃弾                       | The Fifth Bullet                 | John Terlesky          | 2009年12月7日  | 780             |
| 22   | 12   | 元カノの結婚式                    | A Rose for Everafter             | ブライアン・スパイサー | 2010年1月11日  | 947             |
| 23   | 13   | 母親殺しの真相                    | Sucker Punch                     | Tom Wright             | 2010年1月18日  | 945             |
| 24   | 14   | 第3の男                           | The Third Man                    | Rosemary Rodriguez     | 2010年1月25日  | 1,055           |
| 25   | 15   | スター選手の秘密                  | Suicide Squeeze                  | David Barrett          | 2010年2月8日   | 954             |
| 26   | 16   | ムチと女と殺人                    | The Mistress Always Spanks Twice | Tom Wright             | 2010年3月8日   | 911             |
| 27   | 17   | ニッキー・ヒートに捧げる: パート1 | Tick, Tick, Tick...              | ブライアン・スパイサー | 2010年3月22日  | 1,221           |
| 28   | 18   | ニッキー・ヒートに捧げる: パート2 | Boom!                            | John Terlesky          | 2010年3月29日  | 1,450           |
| 29   | 19   | ミイラの呪い                      | Wrapped Up in Death              | Bill Roe               | 2010年4月5日   | 1,170           |
| 30   | 20   | 恐ろしきショービジネス            | The Late Shaft                   | ブライアン・スパイサー | 2010年4月12日  | 1,268           |
| 31   | 21   | 54分署の汚職警官                  | Den of Thieves                   | John Terlesky          | 2010年4月19日  | 1,039           |
| 32   | 22   | キッチン・ウォー                  | Food to Die For                  | ロン・アンダーウッド   | 2010年5月3日   | 1,069           |
| 33   | 23   | ライバル対決                      | Overkill                         | John Terlesky          | 2010年5月10日  | 1,086           |
| 34   | 24   | 被害者はスパイ?                   | A Deadly Game                    | ロブ・ボウマン         | 2010年5月17日  | 1,007           |

### シーズン3 （2010年 - 2011年）
| 通算 | 話数 | タイトル               | 原題                                   | 監督                   | 米国放送日     | 視聴者数 (万人) |
| ---- | ---- | ---------------------- | -------------------------------------- | ---------------------- | -------------- | --------------- |
| 35   | 1    | 犯人はキャッスル!?     | A Deadly Affair                        | ロブ・ボウマン         | 2010年9月20日  | 1,070           |
| 36   | 2    | 死を予知した霊能者     | He's Dead, She's Dead                  | John Terlesky          | 2010年9月27日  | 1,108           |
| 37   | 3    | 銃の下                 | Under the Gun                          | ブライアン・スパイサー | 2010年10月4日  | 1,083           |
| 38   | 4    | スチームパンク殺人事件 | Punked                                 | ロブ・ボウマン         | 2010年10月11日 | 1,066           |
| 39   | 5    | 或る殺人の分析         | Anatomy of a Murder                    | John Terlesky          | 2010年10月18日 | 1,095           |
| 40   | 6    | 3XK                    | 3XK                                    | Bill Roe               | 2010年10月25日 | 1,132           |
| 41   | 7    | ストリッパーの秘密     | Almost Famous                          | Félix Alcalá           | 2010年11月1日  | 1,127           |
| 42   | 8    | 地下に潜むヒーロー     | Murder Most Fowl                       | ブライアン・スパイサー | 2010年11月8日  | 1,083           |
| 43   | 9    | 宇宙人との遭遇?        | Close Encounters of the Murderous Kind | Bethany Rooney         | 2010年11月15日 | 998             |
| 44   | 10   | 伝説のバー             | Last Call                              | ブライアン・スパイサー | 2010年12月6日  | 763             |
| 45   | 11   | 偽ベケット登場         | Nikki Heat                             | Jeff Bleckner          | 2011年1月3日   | 961             |
| 46   | 12   | 殺人マジック           | Poof! You're Dead                      | Millicent Shelton      | 2011年1月10日  | 905             |
| 47   | 13   | ノックダウン           | Knockdown                              | Tom Wright             | 2011年1月24日  | 908             |
| 48   | 14   | 宝くじ当選者の悲劇     | Lucky Stiff                            | Emile Levisetti        | 2011年2月7日   | 926             |
| 49   | 15   | 同級生の罪             | The Final Nail                         | John Terlesky          | 2011年2月14日  | 875             |
| 50   | 16   | 汚い爆弾: パート1      | Setup                                  | ロブ・ボウマン         | 2011年2月21日  | 899             |
| 51   | 17   | 汚い爆弾: パート2      | Countdown                              | Bill Roe               | 2011年2月28日  | 1,011           |
| 52   | 18   | 昼ドラ殺人事件         | One Life to Lose                       | David M. Barrett       | 2011年3月21日  | 1,203           |
| 53   | 19   | 秘密だらけの裁判所     | Law & Murder                           | Jeff Bleckner          | 2011年3月28日  | 1,256           |
| 54   | 20   | ニューヨークのピザ戦争 | Slice of Death                         | Steve Boyum            | 2011年4月4日   | 1,145           |
| 55   | 21   | プールに浮かぶ死体     | The Dead Pool                          | Paul Holahan           | 2011年4月11日  | 1,233           |
| 56   | 22   | ロサンゼルス大捜査線   | To Love and Die in L.A.                | John Terlesky          | 2011年5月2日   | 1,211           |
| 57   | 23   | ミスコン殺人事件       | Pretty Dead                            | Jeff Bleckner          | 2011年5月9日   | 1,260           |
| 58   | 24   | ノックアウト           | Knockout                               | ロブ・ボウマン         | 2011年5月16日  | 1,293           |

### シーズン4 （2011年 - 2012年）
| 通算 | 話数 | タイトル              | 原題                        | 監督                   | 米国放送日     | 視聴者数 (万人) |
| ---- | ---- | --------------------- | --------------------------- | ---------------------- | -------------- | --------------- |
| 59   | 1    | 新たな出発            | Rise                        | ロブ・ボウマン         | 2011年9月19日  | 1,328           |
| 60   | 2    | ヒーローの正体        | Heroes & Villains           | Jeff Bleckner          | 2011年9月26日  | 1,167           |
| 61   | 3    | 君と永遠に            | Head Case                   | Holly Dale             | 2011年10月3日  | 1,118           |
| 62   | 4    | 悪夢の再会            | Kick the Ballistics         | ロブ・ボウマン         | 2011年10月10日 | 1,023           |
| 63   | 5    | ベケットのライバル    | Eye of the Beholder         | John Terlesky          | 2011年10月17日 | 1,123           |
| 64   | 6    | 悪霊                  | Demons                      | Bill Roe               | 2011年10月24日 | 1,081           |
| 65   | 7    | 銀行強盗              | Cops & Robbers              | ブライアン・スパイサー | 2011年10月31日 | 1,258           |
| 66   | 8    | カジノの裏側          | Heartbreak Hotel            | Bill Roe               | 2011年11月7日  | 1,107           |
| 67   | 9    | 連続狙撃事件          | Kill Shot                   | David M. Barrett       | 2011年11月21日 | 1,085           |
| 68   | 10   | 結ばれた2人           | Cuffed                      | John Terlesky          | 2011年12月5日  | 812             |
| 69   | 11   | 情事の果て            | Till Death Do Us Part       | Jeff Bleckner          | 2012年1月9日   | 976             |
| 70   | 12   | ダイヤルM             | Dial M for Mayor            | Kate Woods             | 2012年1月16日  | 941             |
| 71   | 13   | ドッグショー殺人事件  | An Embarrassment of Bitches | Tom Wright             | 2012年1月23日  | 1,005           |
| 72   | 14   | ブルー・バタフライ    | The Blue Butterfly          | Chuck Bowman           | 2012年2月6日   | 870             |
| 73   | 15   | 大いなる陰謀: パート1 | Pandora                     | ブライアン・スパイサー | 2012年2月13日  | 886             |
| 74   | 16   | 大いなる陰謀: パート2 | Linchpin                    | ロブ・ボウマン         | 2012年2月20日  | 973             |
| 75   | 17   | おとぎ話連続殺人      | Once Upon a Crime           | Jeff Bleckner          | 2012年2月27日  | 910             |
| 76   | 18   | ダンサーの悲劇        | A Dance with Death          | ケヴィン・フックス     | 2012年3月19日  | 1,152           |
| 77   | 19   | 47秒                  | 47 Seconds                  | Paul Holahan           | 2012年3月26日  | 1,187           |
| 78   | 20   | ロンドン警視庁の男    | The Limey                   | Bill Roe               | 2012年4月2日   | 1,169           |
| 79   | 21   | 新たな相棒            | Headhunters                 | John Terlesky          | 2012年4月16日  | 1,123           |
| 80   | 22   | ゾンビ襲撃!           | Undead Again                | Bill Roe               | 2012年4月30日  | 1,108           |
| 81   | 23   | 対峙                  | Always                      | ロブ・ボウマン         | 2012年5月7日   | 1,236           |

### シーズン5 （2012年 - 2013年）
| 通算 | 話数 | タイトル             | 原題                           | 監督                   | 米国放送日     | 視聴者数 (万人) |
| ---- | ---- | -------------------- | ------------------------------ | ---------------------- | -------------- | --------------- |
| 82   | 1    | 導かれた真実         | After the Storm                | ロブ・ボウマン         | 2012年9月24日  | 1,045           |
| 83   | 2    | 悩める職場恋愛       | Cloudy with a Chance of Murder | Kate Woods             | 2012年10月1日  | 1,035           |
| 84   | 3    | 秘密                 | Secret's Safe with Me          | John Terlesky          | 2012年10月8日  | 1,061           |
| 85   | 4    | ハンプトンズ事件簿   | Murder, He Wrote               | ロブ・ボウマン         | 2012年10月15日 | 1,094           |
| 86   | 5    | 迫りくる悪夢         | Probable Cause                 | John Terlesky          | 2012年10月29日 | 1,084           |
| 87   | 6    | 新たなる未知へ!      | The Final Frontier             | ジョナサン・フレイクス | 2012年11月5日  | 1,002           |
| 88   | 7    | 死のスワン・ソング   | Swan Song                      | David M. Barrett       | 2012年11月12日 | 1,007           |
| 89   | 8    | 真夜中の逃走         | After Hours                    | David M. Barrett       | 2012年11月19日 | 1,048           |
| 90   | 9    | 撃たれたサンタ       | Secret Santa                   | Paul Holahan           | 2012年12月3日  | 850             |
| 91   | 10   | 大切な人             | Significant Others             | Holly Dale             | 2013年1月7日   | 866             |
| 92   | 11   | 道しるべ             | Under the Influence            | John Terlesky          | 2013年1月14日  | 914             |
| 93   | 12   | ポルノ王の死         | Death Gone Crazy               | Bill Roe               | 2013年1月21日  | 882             |
| 94   | 13   | 運命の皮肉           | Recoil                         | Tom Wright             | 2013年2月4日   | 889             |
| 95   | 14   | ウォール街の妻たち   | Reality Star Struck            | Larry Shaw             | 2013年2月11日  | 897             |
| 96   | 15   | 誘拐: パート1        | Target                         | Bill Roe               | 2013年2月18日  | 985             |
| 97   | 16   | 誘拐: パート2        | Hunt                           | ロブ・ボウマン         | 2013年2月25日  | 1,077           |
| 98   | 17   | 呪いのDVD            | Scared to Death                | ロン・アンダーウッド   | 2013年3月18日  | 1,126           |
| 99   | 18   | カップケーキ殺人事件 | The Wild Rover                 | Rob Hardy              | 2013年3月25日  | 1,057           |
| 100  | 19   | お向かいの情事       | The Lives of Others            | Larry Shaw             | 2013年4月1日   | 1,179           |
| 101  | 20   | ビッグフットの謎     | The Fast and the Furriest      | ジョナサン・フレイクス | 2013年4月15日  | 1,018           |
| 102  | 21   | 命を狙われた大物     | The Squab and the Quail        | Paul Holohan           | 2013年4月22日  | 1,176           |
| 103  | 22   | 爆弾                 | Still                          | Bill Roe               | 2013年4月29日  | 1,053           |
| 104  | 23   | 機械の来襲           | The Human Factor               | Bill Roe               | 2013年5月6日   | 1,084           |
| 105  | 24   | 決断                 | Watershed                      | John Terlesky          | 2013年5月13日  | 1,116           |

### シーズン6 （2013年 - 2014年）
| 通算 | 話数 | タイトル               | 原題                           | 監督                 | 米国放送日     | 視聴者数 (万人) |
| ---- | ---- | ---------------------- | ------------------------------ | -------------------- | -------------- | --------------- |
| 106  | 1    | 極秘任務: パート1      | Valkyrie                       | John Terlesky        | 2013年9月23日  | 1,146           |
| 107  | 2    | 極秘任務: パート2      | Dreamworld                     | Tom Wright           | 2013年9月30日  | 1,088           |
| 108  | 3    | 機密                   | Need to Know                   | Larry Shaw           | 2013年10月7日  | 1,051           |
| 109  | 4    | 交渉人キャッスル       | Number One Fan                 | John Terlesky        | 2013年10月14日 | 1,111           |
| 110  | 5    | タイムトラベル         | Time Will Tell                 | ロブ・ボウマン       | 2013年10月21日 | 1,059           |
| 111  | 6    | 秘宝への鍵             | Get a Clue                     | Holly Dale           | 2013年10月28日 | 1,069           |
| 112  | 7    | 父と娘の合同捜査       | Like Father, Like Daughter     | Holly Dale           | 2013年11月4日  | 1,087           |
| 113  | 8    | 殺人は永遠の輝き       | A Murder Is Forever            | Bill Roe             | 2013年11月11日 | 1,005           |
| 114  | 9    | 分身                   | Disciple                       | ロブ・ボウマン       | 2013年11月18日 | 1,093           |
| 115  | 10   | 善人と悪人と赤ん坊     | The Good, the Bad and the Baby | John Terlesky        | 2013年11月25日 | 1,141           |
| 116  | 11   | 放火魔のワナ           | Under Fire                     | Paul Holahan         | 2014年1月6日   | 893             |
| 117  | 12   | 極秘の再会             | Deep Cover                     | Tom Wright           | 2014年1月13日  | 903             |
| 118  | 13   | アイドルの虚像         | Limelight                      | Bill Roe             | 2014年1月20日  | 896             |
| 119  | 14   | ドレスに魅せられた悪魔 | Dressed to Kill                | ヤノット・シュワルツ | 2014年2月3日   | 1,002           |
| 120  | 15   | 若気の至り             | Smells Like Teen Spirit        | ケヴィン・フックス   | 2014年2月17日  | 775             |
| 121  | 16   | 147号室の容疑者たち    | Room 147                       | Bill Roe             | 2014年2月24日  | 869             |
| 122  | 17   | 危殆に瀕す             | In the Belly of the Beast      | ロブ・ボウマン       | 2014年3月3日   | 838             |
| 123  | 18   | 忍者現る!              | The Way of the Ninja           | Larry Shaw           | 2014年3月17日  | 999             |
| 124  | 19   | 大義                   | The Greater Good               | Holly Dale           | 2014年3月24日  | 978             |
| 125  | 20   | 70年代ノスタルジア     | That '70s Show                 | John Terlesky        | 2014年4月21日  | 976             |
| 126  | 21   | ロー&ボーダー          | Law & Boarder                  | Tom Wright           | 2014年4月28日  | 1,039           |
| 127  | 22   | 真理                   | Veritas                        | ロブ・ボウマン       | 2014年5月5日   | 900             |
| 128  | 23   | 愛の試練               | For Better or Worse            | John Terlesky        | 2014年5月12日  | 1,059           |

### シーズン7 （2014年 - 2015年）
| 通算 | 話数 | タイトル                    | 原題                         | 監督                 | 米国放送日     | 視聴者数 (万人) |
| ---- | ---- | --------------------------- | ---------------------------- | -------------------- | -------------- | --------------- |
| 129  | 1    | 消えたキャッスル            | Driven                       | ロブ・ボウマン       | 2014年9月29日  | 1,075           |
| 130  | 2    | モントリオール              | Montreal                     | Alrick Riley         | 2014年10月6日  | 960             |
| 131  | 3    | 姿なき殺人犯                | Clear and Present Danger     | Kate Woods           | 2014年10月13日 | 930             |
| 132  | 4    | 小さな目撃者                | Child's Play                 | ロブ・ボウマン       | 2014年10月20日 | 882             |
| 133  | 5    | ネット仕置き人              | Meme Is Murder               | Bill Roe             | 2014年10月27日 | 875             |
| 134  | 6    | 別世界への扉                | The Time of Our Lives        | Paul Holahan         | 2014年11月10日 | 952             |
| 135  | 7    | 旧西部流ハネムーン          | Once Upon a Time in the West | Alrick Riley         | 2014年11月17日 | 938             |
| 136  | 8    | 地下鉄の惨事                | Kill Switch                  | ヤノット・シュワルツ | 2014年11月24日 | 955             |
| 137  | 9    | アクションスターの真実      | Last Action Hero             | Paul Holahan         | 2014年12月1日  | 845             |
| 138  | 10   | 悪者サンタ                  | Bad Santa                    | Bill Roe             | 2014年12月8日  | 732             |
| 139  | 11   | キャッスル探偵社            | Castle, P.I.                 | Milan Cheylov        | 2015年1月12日  | 677             |
| 140  | 12   | 私立探偵は危機一髪          | Private Eye Caramba!         | Hanelle Culpepper    | 2015年1月19日  | 760             |
| 141  | 13   | 危険な浮気調査              | I, Witness                   | Tom Wright           | 2015年2月2日   | 741             |
| 142  | 14   | よみがえった殺人鬼: パート1 | Resurrection                 | Bill Roe             | 2015年2月9日   | 743             |
| 143  | 15   | よみがえった殺人鬼: パート2 | Reckoning                    | ロブ・ボウマン       | 2015年2月16日  | 847             |
| 144  | 16   | 火星殺人事件                | The Wrong Stuff              | Paul Holahan         | 2015年2月23日  | 761             |
| 145  | 17   | 香港警察の女                | Hong Kong Hustle             | Jann Turner          | 2015年3月16日  | 895             |
| 146  | 18   | 狙撃                        | At Close Range               | Bill Roe             | 2015年3月23日  | 804             |
| 147  | 19   | 弁護士の正義                | Habeas Corpse                | Kate Woods           | 2015年3月30日  | 816             |
| 148  | 20   | 記憶の断片                  | Sleeper                      | Paul Holahan         | 2015年4月20日  | 834             |
| 149  | 21   | 機上の死                    | In Plane Sight               | Bill Roe             | 2015年4月27日  | 831             |
| 150  | 22   | 人気コメディーの内幕        | Dead from New York           | ヤノット・シュワルツ | 2015年5月4日   | 826             |
| 151  | 23   | 悪魔の再来                  | Hollander's Woods            | Paul Holahan         | 2015年5月11日  | 844             |

### シーズン8 （2015年 - 2016年）
| 通算 | 話数 | タイトル                  | 原題                        | 監督                 | 米国放送日     | 視聴者数 (万人) |
| ---- | ---- | ------------------------- | --------------------------- | -------------------- | -------------- | --------------- |
| 152  | 1    | 狙われたベケット: パート1 | XY                          | ロブ・ボウマン       | 2015年9月21日  | 684             |
| 153  | 2    | 狙われたベケット: パート2 | XX                          | Paul Holahan         | 2015年9月28日  | 670             |
| 154  | 3    | 学生の裏事情              | PhDead                      | ロブ・ボウマン       | 2015年10月5日  | 676             |
| 155  | 4    | 嘘の代償                  | What Lies Beneath...        | Larry Shaw           | 2015年10月12日 | 678             |
| 156  | 5    | 事件の臭い                | The Nose                    | Steve Robin          | 2015年10月19日 | 667             |
| 157  | 6    | 危ない相棒                | Cool Boys                   | Paul Holahan         | 2015年11月9日  | 607             |
| 158  | 7    | 結婚記念日                | The Last Seduction          | John Terlesky        | 2015年11月16日 | 666             |
| 159  | 8    | Mr. & Mrs. キャッスル     | Mr. & Mrs. Castle           | Jeff Bleckner        | 2015年11月23日 | 665             |
| 160  | 9    | 絶たれた歌声              | Tone Death                  | Hanelle Culpepper    | 2016年2月8日   | 572             |
| 161  | 10   | 正義の弁護人              | Witness for the Prosecution | Bill Roe             | 2016年2月14日  | 419             |
| 162  | 11   | 外交特権                  | Dead Red                    | ヤノット・シュワルツ | 2016年2月15日  | 515             |
| 163  | 12   | 脱出ゲーム                | The Blame Game              | Jessica Yu           | 2016年2月22日  | 548             |
| 164  | 13   | 英語学校への潜入          | And Justice For All         | Kate Woods           | 2016年2月29日  | 526             |
| 165  | 14   | 偉大なる探偵協会          | The G.D.S.                  | John Terlesky        | 2016年3月7日   | 568             |
| 166  | 15   | NYPD警察学校              | Fidelis Ad Mortem           | ロブ・ボウマン       | 2016年3月21日  | 650             |
| 167  | 16   | 婚約者の嘘                | Heartbreaker                | Tom Wright           | 2016年4月4日   | 690             |
| 168  | 17   | 魔法のランプ              | Death Wish                  | Bill Roe             | 2016年4月11日  | 644             |
| 169  | 18   | 裏切り                    | Backstabber                 | Jessica Yu           | 2016年4月18日  | 586             |
| 170  | 19   | スーパーヒーロー          | Dead Again                  | Bill Roe             | 2016年4月25日  | 619             |
| 171  | 20   | シェイクスピア的殺人事件  | Much Ado About Murder       | Hanelle Culpepper    | 2016年5月2日   | 603             |
| 172  | 21   | 地獄の容疑者              | Hell to Pay                 | John Terlesky        | 2016年5月9日   | 674             |
| 173  | 22   | 最後の戦い                | Crossfire                   | ロブ・ボウマン       | 2016年5月16日  | 765             |

## 関連小説
- 「ニッキー・ヒート」シリーズ（ヴィレッジブックス）
  - 長い酷暑（2013年1月、ISBN 978-4-86491-034-7）
  - 裸のヒート（2013年12月、ISBN 978-4-86491-103-0）